# 卜 (姓)
卜（ぼく）は、漢姓の一つ。中国、朝鮮などに分布する。

## 中国の姓
卜（ぼく）は、中華圏の姓。『百家姓』の92番目。2020年の中華人民共和国の統計では人数順の上位100姓に入っておらず、台湾の2018年の統計では202番目に多い姓で、2,078人がいる。

### 由来
- 占卜を職とするものが、その官を氏とした。
- 匈奴の貴種である須卜氏が、北魏の孝文帝の漢化政策によって「卜」と改称した[3]。

### 著名な人物
- 卜商（子夏）- 春秋時代の儒者。孔子の門人で、孔門十哲の一人。
- 卜式 - 前漢の御史大夫。
- 卜珝 - 前趙の政治家、易学者。匈奴出身。
- 卜万（中国語版） - 明の忠臣。
- 卜濤 - 中華人民共和国の野球選手。

## 朝鮮の姓
卜（ぼく、ポク、朝: 복）は、朝鮮人の姓の一つである。2015年の国勢調査による韓国内での人口は9,538人。

### 著名な人物
- 卜祺（朝鮮語版） - 高麗の文臣。
- 卜鉅一 - 韓国の小説家。
- 卜箕旺（朝鮮語版） - 韓国の国会議員、元牙山市長。
- ポク・ヒョンギュ（朝鮮語版） - 韓国のコメディアン。
- ポク・ハンギュ（朝鮮語版） - 韓国のプロゲーマー。

### 氏族
| 氏族（地域） | 創始者 | 人数（2015年） |
| ------------ | ------ | -------------- |
| 羅州卜氏     |        | 8              |
| 尼川卜氏     |        | 18             |
| 唐津卜氏     |        | 30             |
| 馬川卜氏     |        | 11             |
| 沔陽卜氏     |        | 123            |
| 沔州卜氏     |        | 5              |
| 沔川卜氏     |        | 8,614          |
| 岷川卜氏     |        | 7              |
| 泗川卜氏     |        | 6              |
| 涉川卜氏     |        | 9              |
| 星州卜氏     |        | 9              |
| 彦陽卜氏     |        | 30             |
| 彦川卜氏     |        | 110            |
| 漣川卜氏     |        | 42             |
| 烏川卜氏     |        | 204            |
| 玉川卜氏     |        | 40             |
| 利川卜氏     |        | 7              |
| 淀川卜氏     |        | 54             |
| 昌寧卜氏     |        | 13             |
| 青陽卜氏     |        | 30             |
| 清州卜氏     |        | 14             |
| 海州卜氏     |        | 22             |
| 洪州卜氏     |        | 6              |

## 備考
日本では卜を「うら」とも読み、「卜部（うらべ）」・「水卜（みうら）」など日本人の姓としても使われている。